# Cixidia tristirops
Cixidia tristirops är en insektsart som först beskrevs av Charles Jean-Baptiste Amyot.  Cixidia tristirops ingår i släktet Cixidia och familjen vedstritar.
Artens utbredningsområde är Frankrike. Inga underarter finns listade i Catalogue of Life.